# Dottor Mabuse
Dottor Mabuse è un personaggio creato da Norbert Jacques nel 1921 e portato per la prima volta sullo schermo cinematografico dal regista Fritz Lang nel film Il dottor Mabuse (Dr. Mabuse, der Spieler, 1922). È stato rappresentato nove volte al cinema, di cui le prime due (dei tre film di Fritz Lang) interpretato da Rudolf Klein-Rogge e nelle cinque rappresentazioni successive da Wolfgang Preiss.

## Il personaggio
Il dottor Mabuse è un genio criminale dai cento volti, camaleontico, probabilmente ispirato al dottor Caligari e Fantômas, ma con in più il dono dell'ipnosi.

## Filmografia del dottor Mabuse
1. Il dottor Mabuse (Dr. Mabuse, der Spieler), regia di Fritz Lang con Rudolf Klein-Rogge nel ruolo del dottor Mabuse (1922)
2. Il testamento del dottor Mabuse (Das Testament des Dr. Mabuse), regia di Fritz Lang con Rudolf Klein-Rogge nel ruolo del dottor Mabuse (1930)
3. Il diabolico dottor Mabuse (Die 1000 Augen des Dr. Mabuse), regia di Fritz Lang con Wolfgang Preiss nel ruolo del dottor Mabuse (1960)
4. F.B.I. contro dottor Mabuse (Im Stahlnetz des Dr. Mabuse), con Wolfgang Preiss nel ruolo del dottor Mabuse (1961)
5. Gli artigli Invisibili del Dottor Mabuse (Die unsichtbaren Krallen des dr. Mabuse), con Wolfgang Preiss nel ruolo del dottor Mabuse (1961)
6. Il testamento del dottor Mabuse (Das Testament des Dr. Mabuse), con Wolfgang Preiss nel ruolo del dottor Mabuse (1962)
7. Scotland Yard contro dr. Mabuse (Scotland Yard jagt Dr. Mabuse), con Wolfgang Preiss nel ruolo del dottor Mabuse (1963)
8. I raggi mortali del dottor Mabuse (Die Todesstrahlen des Dr. Mabuse), con Joachim Nottke nel ruolo del dottor Mabuse (1964)
9. La vendetta del dottor Mabuse (Dr. M schlägt zu), regia di Jesus Franco, con Jack Taylor nel ruolo del dottor Mabuse (1972)

Wolfgang Preiss ritornerà nel 1989 in un cameo nel film di Claude Chabrol, Dr. M, liberamente ispirato al personaggio creato da Norbert Jacques.

## Musica
Il gruppo musicale tedesco dei Propaganda ha pubblicato una canzone dal titolo Dr. Mabuse (First Life) inserita nel loro album A Secret Wish.